# Diego Ortiz de Zúñiga
Diego Ortiz de Zúñiga (Sevilla, 1636-ibídem, 3 de septiembre de 1680) fue un noble español, historiador de renombre, Caballero de la Orden de Santiago, Veinticuatro de Sevilla por algunos años, autor de los Annales Eclesiásticos y Seculares de la muy Noble y muy Leal Ciudad de Sevilla, Metrópoli de Andalucía, obra en la que recoge los acontecimientos de la ciudad desde 1246 hasta 1671. Asimismo es autor del Discurso Genealógico de los Ortizes de Sevilla y de la obra Posterioridad de Juan de Céspedes, Trece y Comendador de Monasterio en la Orden de Santiago.

## Filiación
Hijo de Juan Ortiz de Zúñiga y Avellaneda, Caballero de la Orden de Calatrava, Capitán de Infantería, que sirvió en la frontera de Portugal del 1643 al 1649, casado con su prima hermana Leonor Luisa del Alcázar y Zúñiga. Diego se casó en 1657 con Ana María Caballero de Cabrera, hija de Diego Caballero de Cabrera, Veinticuatro de Sevilla, Caballero de la Orden de Santiago, y de su esposa María Jerónima Caballero de Illescas. A su primogénito Juan Ortiz de Zúñiga, casado en 1675 con Urraca Fernández de Santillán y Villegas, le fue concedido por real cédula de 13 de enero de 1705 el título de I marqués de Montefuerte.
Los progenitores de la Casa de los Ortiz de Zúñiga de Sevilla fueron Alonso Ortiz (1420-1479) Sevillano, Comendador de Azuaga en la Orden de Santiago, enterrado en el templo de San Francisco de Sevilla, en la capilla de sus abuelos, (hijo de Diego Ortiz, mayordomo y guarda del rey Pedro I de Castilla y León, el Cruel, y quinto nieto de Pedro Ortiz, Conquistador de Sevilla en 1248) y de su esposa Mencia de Zúñiga, nieta del famoso obispo de Jaén y Plasencia Gonzalo de Estúñiga y Leiva.

## Historiador y genealogista

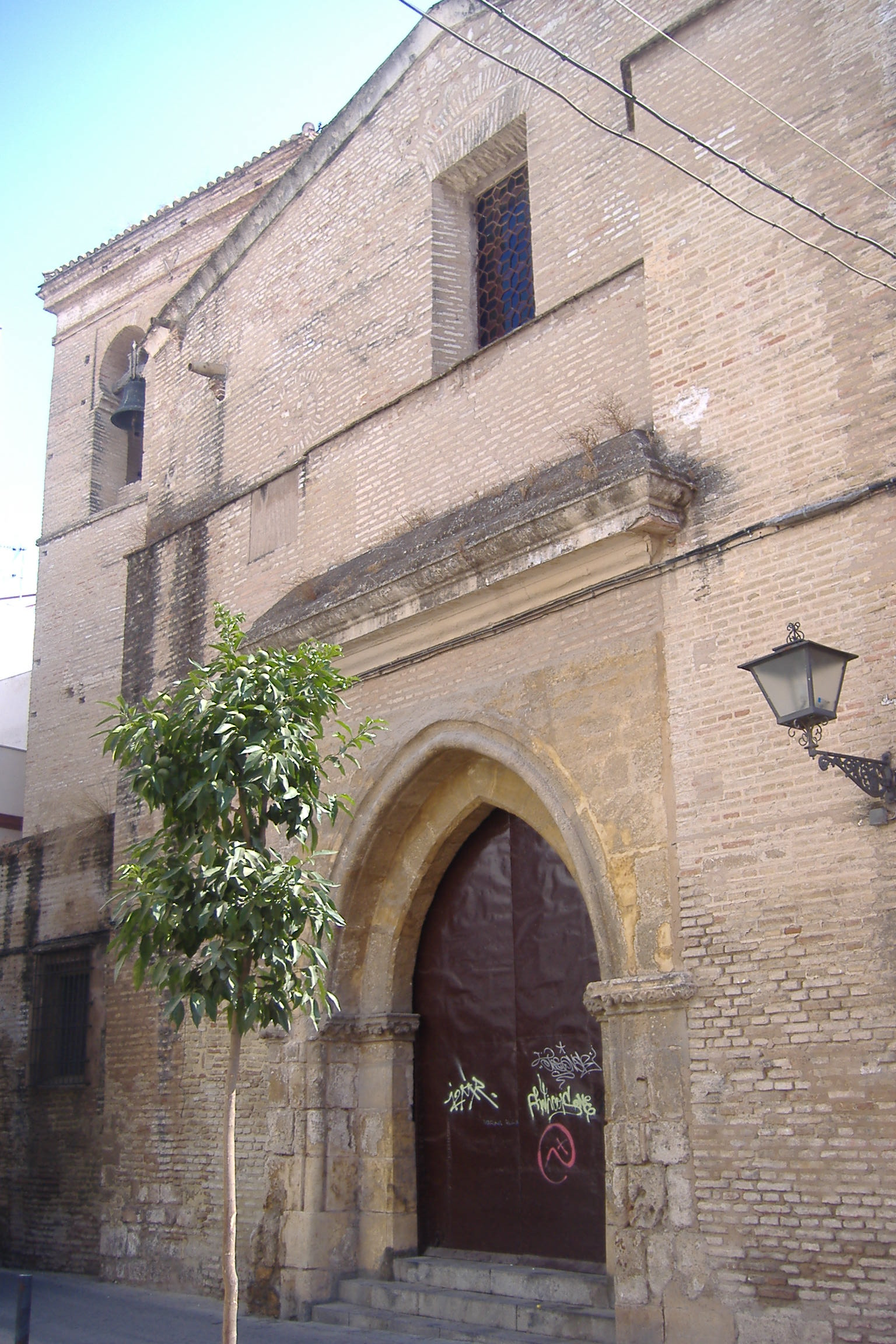
Iglesia de San Martín (Sevilla).

Diego cruzó Caballero en la Orden de Santiago en 1640, fue Veinticuatro de Sevilla por algunos años. Por encargo del pariente mayor de la Casa de los Ortizes de Sevilla, Alonso Ortiz de Zúñiga, II marqués de Valencina, realizó una obra genealógica de su linaje titulada Discurso Genealógico de los Ortizes de Sevilla, que demuestra su afán de realizar un trabajo a base de documentos auténticos. Teniendo en cuenta que su genealogía abarca desde la conquista de Sevilla en 1248 hasta el 1680, tuvo que disipar las lagunas en el tiempo, con acribadas indagaciones en archivos y notarías.
La obra que le ha dado inmortal memoria es Annales Eclesiásticos y Seculares de la muy Noble y muy Leal Ciudad de Sevilla, Metrópoli de Andalucía, de la que contiene sus más principales memorias desde el año de 1246 hasta el año de 1671. Libro editado por Juan García Infanzón, en la Imprenta Real, Madrid en 1677, que consta de 823 páginas, dedicado a Juan Francisco de la Cerda, VIII duque de Medinaceli, Adelantado Mayor y Notario Mayor de Andalucía, Alguacil Mayor de Sevilla, descendiente del santo rey Fernando III de Castilla y León, conquistador de Sevilla en 1248.
En su crítica José Pellicer de Tovar, Caballero de la Orden de Santiago, cronista mayor del rey Felipe IV, afirma que Ortiz de Zúñiga realizó su obra habiendo visto y examinado con toda diligencia, no solo las Historias de España, sino los monumentos de los Archivos de la Santa Iglesia Metropolitana y de las Parroquias y Regulares y de su esclarecido Cabildo Seglar. Están escritos con verdad, legalidad, pureza de estilo, sin pasión ni lisonja y con las calidades de una Historia grave. Afirmación que también la hace el Ldo. Juan Lucas Cortés, del Consejo del Rey y su alcalde de Casa y Corte: En estos Annales se verán todos los sucesos memorables acaecidos en aquella ciudad en el año y tiempo que les toca y muchas noticias particulares, y hasta ahora no observadas de otro alguno, tocantes a la Historia Universal de España y de nuestros reyes, debidas a la diligencia y trabajo del autor, que no excusó alguno, viendo y reconociendo todos los archivos de la iglesia, ciudad, de otras comunidades y de particulares y así mismo de escrituras y privilegios de ellos, con que además de la seguridad y verdad con que están ajustados....
También escribió e hizo imprimir Posterioridad de Juan de Céspedes, Trece y Comendador de Monasterio en la Orden de Santiago y empezó a redactar su obra Teatro genealógico de los Céspedes de Sevilla.
Diego Ortiz de Zúñiga no logró terminar esta última obra, falleció en 1680 a la edad de 44 años y fue enterrado en la capilla de la Iglesia de San Martín de Sevilla.
El ayuntamiento de Sevilla dio en su honor el nombre de Ortiz de Zúñiga al Colegio Público, situado en la Avenida Ramón y Cajal Colegio Público Ortiz de Zúñiga.
La Biblioteca Nacional de España conserva sus obras: Annales Eclesiásticos y Seculares de Sevilla y Discurso Genealógico de los Ortizes de Sevilla.

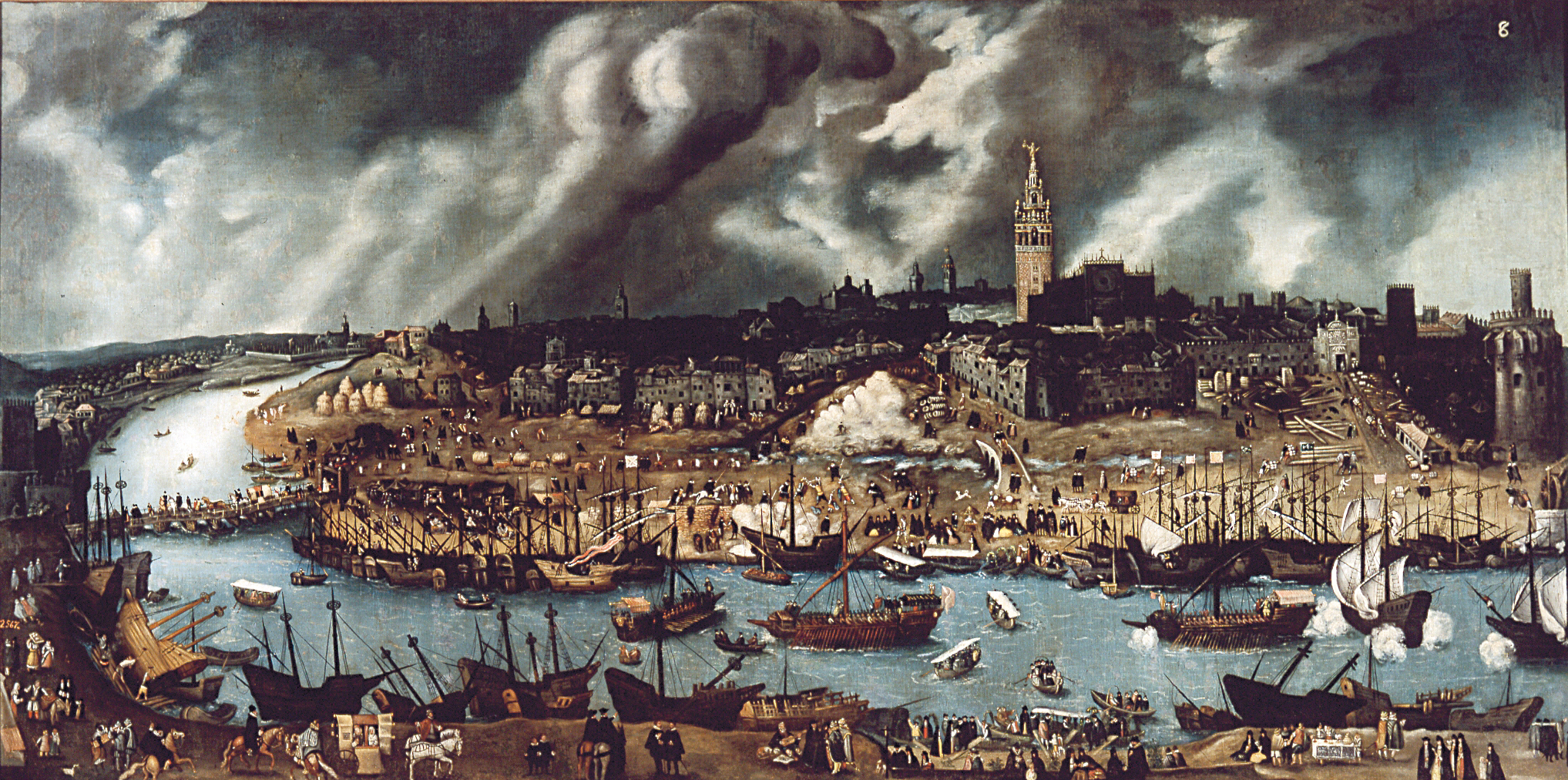
Vista de Sevilla del.